# Siedliszcze (Siedliszcze)
Pour les articles homonymes, voir Siedliszcze.
Siedliszcze (prononciation : [ɕɛˈdliʂt͡ʂɛ]) est une ville polonaise de la gmina de Siedliszcze dans le powiat de Chełm de la voïvodie de Lublin dans l'est de la Pologne.
La vilel est le siège administratif (chef-lieu) de la gmina appelée gmina de Siedliszcze .
Elle se situe à environ 23 kilomètres à l'ouest de Chełm (siège du powiat) et 42 kilomètres à l'est de Lublin (capitale de la voïvodie).
La ville comptait approximativement une population de 1408 habitants en 2011.

## Histoire
En 1921, la communauté juive de la ville est importante, elle représente 80 % de la population totale. En juin 1940, les Allemands enferment les Juifs dans un ghetto. Ils sont environ 2 000, de Siedliszcze, Cracovie, Lublin et de Tchécoslovaquie. Le 18 mai 1942, 630 prisonniers sont déportés au camp d'extermination de Sobibor. En octobre 1942, le ghetto est liquidé et le reste des prisonniers sont déportés. Au cours de l'occupation allemande, plusieurs exécutions de masse auront lieu dans le cadre de la Shoah par balles.
De 1975 à 1998, la ville est attachée administrativement à la voïvodie de Chełm.

Depuis 1999, il fait partie de la voïvodie de Lublin.Le 1er janvier 2016, Siedliszcze acquiert ses droits de ville.